# 박흥수 (1936년)
박흥수(朴興壽, 1936년 4월 13일 ~ )는 대한민국의 방송인, 대학교수 이었다.

## 학력
- 춘천고등학교 27회 졸업
- 경희대학교 영어영문학과 학사
- 시카고대학교 대학원 사회학 석사
- 하와이대학교 대학원 사회학 박사

## 경력
- 연세춘추 편집인
- 런던대학교 사회학과 초빙교수
- 기자협회 사무국 국장
- 1967 코리아헤럴드 문화부 차장
- 연세대학교 사회과학대학 신문방송학과 교수
- 연세대학교 국제교육부 부장
- 연세대학교 국제학대학원 원장
- 아시아 태평양문화학자대회 대회장
- 서울올림픽학술회의 사무총장
- 1991 유네스코 한국위원
- 1991 ~ 1993 KBS 이사
- 1992 한국방송학회 부회장
- 1994 공보처 선진방송정책자문위원회 기획위원장
- 연세대학교 기획실 실장
- 1995 연세대학교 언론연구소 소장
- 1995 ~ 1998 제2기 종합유선방송위원회 위원
- 1995 ~ 1997 한국교육개발원 부설 EBS 교육방송 원장
- 한국케이블TV협회 자문위원회 위원
- 세계교육방송협회 아시아지역 회장
- 1997.03.03 ~ 2000.06 EBS 한국교육방송원 원장
- 2000.06 ~ 2001.10 EBS 한국교육방송공사  사장
- 교육부 교육정보화추진분과위원회 위원
- 한반도정보화추진본부(POINTS) 자문위원
- 대통령자문 새교육공동체위원회 제1소위원회 위원장
- 연세대학교 명예교수
- 2003 한국애니메이션예술인협회 상임고문
- 강원정보영상진흥원 이사장
- 2007 한국경영학회 기획 위원장
- 강원정보문화진흥원 원장

## 수상 경력
- 2000 프랑스 교육공로훈장
- 2001 감사원 제1회 공기업경영자상
- 2001 국민훈장 동백장
- 2001 근정포장
- 2014 2013년 문화교류공헌상
- 2014 제9회 동곡상 지역발전부문